# Шишково-Дуброво
Шишково-Дуброво — деревня в Бежецком районе Тверской области, административный центр Шишковского сельского поселения. 

## География
Деревня находится близ автодороги 28К-0034 Вышний Волочек - Сонково в 15 км на запад от районного центра Бежецка.

## История
В 1830 году в селе Дуброво была построена каменная Покровская церковь с 3 престолами, метрические книги с 1790 года.
В конце XIX — начале XX века село Дуброво входило в состав Константиновской волости Бежецкого уезда Тверской губернии. 
С 1929 года деревня являлось центром Шишково-Дубровского сельсовета Бежецкого района Бежецкого округа Московской области, с 1935 года — в составе Калининской области, с 2005 года — центр Шишковского сельского поселения.

## Население
| 1859 | 1887 | 1989 | 2010 |
| ---- | ---- | ---- | ---- |
| 187  | ↘140 | ↗236 | ↘89  |

## Инфраструктура
В селе имеются Шишково-Дубровская средняя общеобразовательная школа, фельдшерско-акушерский пункт, отделение почтовой связи.

## Достопримечательности
В деревне расположена полуразрушенная Церковь Покрова Пресвятой Богородицы (1830).